# Heteropoda uniter
Espèce
Heteropoda uniter est une espèce d'araignées aranéomorphes de la famille des Sparassidae.

## Distribution
Cette espèce est endémique du Kalimantan en Indonésie,. Elle se rencontre vers Kaharian.

## Description
La femelle holotype mesure 9,3 mm.

## Systématique et taxinomie
Cette espèce a été décrite par Jäger et Koh en 2024.

## Publication originale
- Jäger & Koh, 2024 : « On some Heteropoda species from Southeast Asia with new data on their biology and distribution range and the resurrection of a new species group (Sparassidae: Heteropodinae). » Boletim do Museu Paraense Emílio Goeldi Ciências Naturais, vol. 19, no 3, e2024-1041, p. 1-44 (texte intégral).